# Nordine Tidafi
Nordine Tidafi (1er mars 1929 à Hadjout - 1990) est un poète et journaliste algérien de langue française. Il appartient à la première génération d'écrivains algériens qui ont combattu par leurs ouvrages le colonialisme. 

## Biographie
Nordine Tidafi naît à Hadjout (ex-Marengo) dans une famille de lettrés et de juristes. Son grand-père, ancien caïd, instituteur, est conseiller municipal de 1893 jusqu’à sa mort en 1942, Son père est magistrat à Mostaganem.             
Après des études secondaires Nordine Tidafi entreprend à Paris des études de droit et commence très jeune à militer. Dès 1955 il publie « Le Chant des rescapés », inspiré par les massacres de Sétif. Séjournant en Suisse il collabore à des revues progressistes et à des émissions radiophoniques culturelles. En 1962 il joue un rôle politique au moment des accords d'Évian.             
Après l’indépendance de l'Algérie Nordine Tidafi  est rédacteur en chef de Jeunesse, organe des jeunes du FLN, fonctionnaire à la Présidence de la République et l'un des avocats défendant les intérêts des banques algériennes en Suisse.

## L'œuvre
Dans l'Anthologie de la nouvelle poésie algérienne qu'il publie en 1971 Jean Sénac distingue une première génération d'écrivains qui, à partir de 1954, « allait pendant quelques années mettre le verbe au service de la libération du territoire » et mener  « une insurrection de l'esprit »». Il y place Nordine Tidafi auprès de « Jean Amrouche, Mohammed Dib, Kateb Yacine, Anna Gréki, Mostefa Lacheraf, Henri Kréa, Bachir Hadj Ali, Ismaël Aït Djafer, Messaour Boulanouar, Nourredine Aba, Boualem Khalfa, Malek Haddad et Djamel Amrani.
Depuis la publication de son recueil Le Toujours de la patrie en 1962, « chronique épique de la Révolution algérienne » selon Henri Kréa, Nordine Tidafi figure dans la plupart des anthologies de la poésie algérienne de langue française.

### Recueils
- Le Toujours de la patrie, préface de Henri Kréa,  Tunis, SNED et Pierre-Jean Oswald, 1962, 158 p.
- Sang du peuple, le toujours de la patrie, préface de Henri Kréa,  collection Les fourmis rouges dans nos sommeils, éditions Alfabarre,  154 p.  (ISBN 978-2-35759-008-3)

### Anthologies
- Jean Sénac, Le Soleil sous les armes, Éléments d'une poésie de la Résistance algérienne, Rodez, Subervie, 1957. Repris dans Jean Sénac, Le Soleil sous les armes, suivi de Jean Sénac vivant, préface de Nathalie Quintane, postface de Lamis Saïdi, Terrasses éditions, Marseille, 2020.
- Denise Barrat, Espoir et parole, poèmes algériens recueillis par Denise Barrat, dessins de Abdallah Benanteur, Paris, Pierre Seghers, 1963 [« Argile », p. 32-33 (Paris, 1956) ; « Le torturé », p. 101-102 (Paris, 1956) ; Aïssat Idir, p. 115 (Tunis, 1961) ; Échelle de lumière, p. 190-193 (Tunis, 1961) ; Paix 220-226 (Tunis, 1961)]. Réédition : Paris, Le Lierre et Coudrier, 1992[5].
- Albert Memmi, Anthologie des écrivains maghrébins d’expression française, Paris, Présence africaine, 1965, 299 p.
- Jacqueline Lévi-Valensi et Jamel Eddine Bencheikh, Diwan algérien, La poésie algérienne d'expression française de 1945 à 1965, Centre Pédagogique Maghribin, 1967, p. 224-225.
- 'Pour l'Afrique, textes algériens réunis et présentés par Mustapha Toumi, Alger, SNED, 1969 [« La mère », p. 207-208].
- Ali El Hadj Tahar, Encyclopédie de la poésie algérienne de langue française, 1930-2008, éditions Dalimen, Alger, 2009.

### Dans journaux et revues

#### Poèmes
- « Le Chant des rescapés », dans La voix du peuple,  n° 10, Paris, 2 mai 1955. Repris dans « Exigences »,  n°5, Paris, janvier 1957.
- « La patrie totale », dans Entretiens, « Algérie,  numéro spécial », Rodez, février 1957.
- « Soleil à ma terre », dans Partisans, n°5, Paris, juin-juillet 1962, p. 205-208.
- « La patrie totale », dans Atlas-Algérie, n° 1, Alger, 5 avril 1963.
- « Je dis le sang murmuré », dans Le Peuple, Alger, 21 juin 1963.
- « Algérie », dans El Moudjahid, n° 136, Alger,13 juillet 1963.
- « Plein chant 1965 », dans La République, Oran, 5 juillet 1965.
- « Alger capitale profonde », dans El Moudjahid, Alger, 29 août 1965.

#### Essais
- « La littérature au service du peuple I, Kateb Yacine ou les chemins de la révolte » non signé, dans, El Moudjahid, n° 137, Alger, 20 juillet 1963. Repris partiellement et signé sous le tire « Littérature de combat I et II » dans Alger-Ce soir, Alger, 8 et 9 juin 1965 et dans La République, Oran, 29 juin 1965.
- « Le prix d'une clarification », dans Révolution africaine, n° 280, Alger, 1er juillet 1968 [ sur le1er colloque culturel national, Alger mai juin 1968].
- Qu'on ne tente pas d'imposer au peuple ce qu'il n'aime pas, dans El Djeich, n° 62, Alger, juillet 1968.

### Sur Nordine Tidafi

#### Aeticle
- Djamel Amrani, « L'irascible Nordine Tidafi », dans Horizons (Algérie), n° 1698, Alger, 18 mars 1991, p. 8.

#### Ouvrages généraux
- Jean Rousselot, Dictionnaire de la poésie française Paris, Larousse, 1968.
- Anthologie de la nouvelle poésie algérienne, essai et choix de Jean Sénac, Paris, Poésie 1, no 14, Librairie Saint-Germain-des-Prés, 1971,
- Jean Déjeux, Bibliographie méthodique et critique de la littérature algérienne de langue française, 1945-1977, Alger, SNED, 1979.
- Jean Déjeux, La littérature algérienne contemporaine, Paris, Presses universitaires de France, coll. « Que sais-je ? », 1975, p. 79-80
- Ghani Merad, La littérature algérienne d'expression française, Paris, Pierre Jean Oswald, 1976.
- Jean Déjeux, Situation de la littérature maghrébine de langue française, Approche historique, Approche critique, Bibliographie méthodique des œuvres maghrébines de fiction, 1920-1978, Alger, Office des Publications Universitaires (OPU), 1982.
- Jean Déjeux, Dictionnaire des auteurs maghrébins de langue française, Karthala, Paris, 1984, p. 205.